# نورتاب

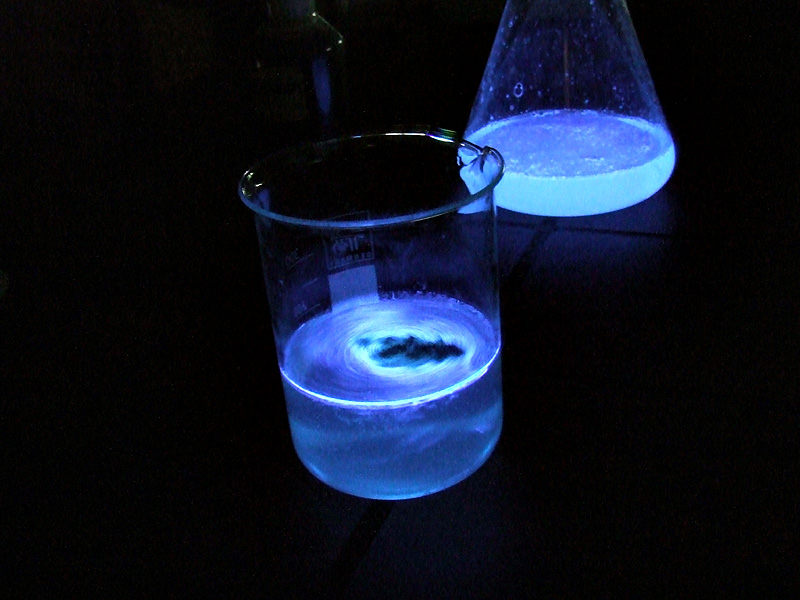
لومینول در یک محلول قلیایی، زمانی که به آن هموگلوبین و آب اکسیژنه اضافه گردد، تابناک می‌شود.

تابناکی (به انگلیسی: Luminescence)، تابش فوتون‌های نور (فرابنفش، مرئی یا فروسرخ) از یک جسم به دلیل گذار الکترون‌های برانگیخته از ترازهای بالا به پایین است. تابناکی دربرابر فروزندگی جای می‌گیرد. فروزندگی به تابش نور از جسم به دلیل گرما گویند. در تابناکی دلیل تابش جسم، گرما نیست بلکه گذارِ اندرنواری الکترونی است.

## تاریخچه
تابناکی را نخستین بار فیزیکدانی آلمانی به نام «آیل‌هارد ویدِمان» در سال ۱۸۸۸ برای توصیف پدیده‌های نور که صرفاً به سبب افزایش دما به وجود نیامده‌اند، معرفی کرد.

## گونه‌ها

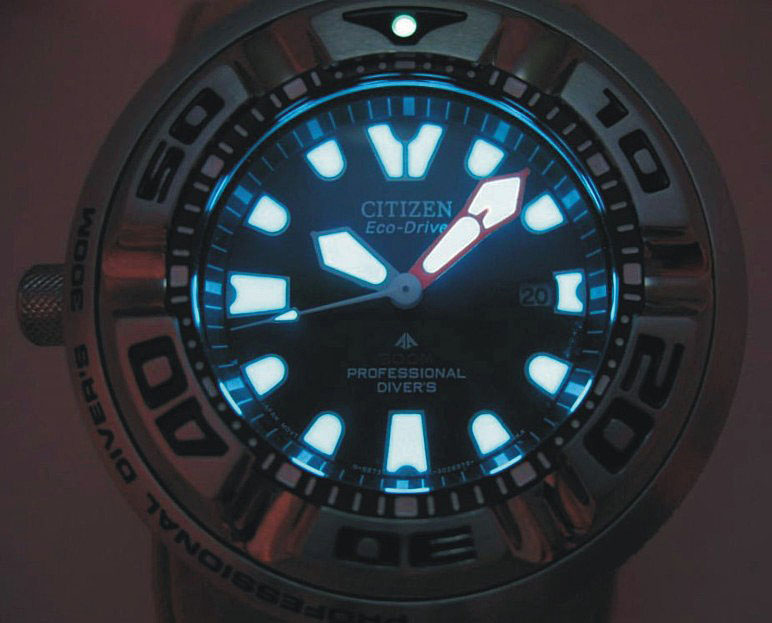
ساعت ویژه غواصی در عمق زیاد، که عقربه های آن به رنگدانه رنگ فسفری(لوم) آغشته شده تا در تاریکی قابل خوانش باشد. این ترکیب خاصیت تابناکی خود را تا ۱۸۰ روز به شکل مداوم بدون تابش دوباره نور خورشید حفظ می کند.

گونه‌های گوناگونِ تابناکی بر پایهٔ حالت برانگیخته به شکل زیر طبقه‌بندی می‌شوند:
فسفرتابی (فسفرسانس) و شب‌تابی (فلورسانس) پدیده‌هایی هستند که در آن‌ها یک ماده ویژه که به‌طور عام به آن فسفر گفته می‌شود پس از قرار گرفتن در نور مرئی، غیرمرئی یا گرما، تحریک شده، انرژی را در خود ذخیره می‌کند و سپس آن را به صورت طیفی از امواج مرئی منتشر می‌نماید. تفاوت این دو پدیده در اختلاف زمانی این دریافت و تابش، یا به عبارت دیگر دوام تابش است. اگر زمان تحریک کمتر از ۱۰ به توان ۸- ثانیه باشد، این پدیده را شب‌تابی می‌نامیم و اگر زمان تحریک بیش از ۱۰ به توان ۸- ثانیه باشد آن را فسفرسانس می‌نامیم. به عبارتی در فسفرتابی تحریک و تابش طولانی‌تری داریم و در فلوئورسنس تحریک و تابش کوتاه‌تری داریم.
در شب‌تابی که نمونه آن نور مهتابی یا صفحه تلویزیون است، تابش، آنی است و تقریباً بلافاصله بعد از قطع نور تمام می‌شود. در حالی که در فسفرسانس ماده بعد از قطع نور نیز تا مدتی به تابش ادامه می‌دهد که مقدار آن بسته به ماده مورد استفاده می‌تواند از چند ثانیه تا چندین روز طول بکشد. در فلوئورسانس برانگیختگی میان دو تراز انرژی اصلی با انرژی‌های E1 و E2 اتفاق می‌افتد که جابجایی بین آن‌ها کاملاً آزاد است. الکترون با دریافت انرژی برانگیخته شده و به تراز E2 می‌رود و پس از ۸ تا ۱۰ ثانیه دوباره به تراز اول بر می‌گردد و فتونی با انرژی E2-E1 تابش می‌کند. اما در فسفرسانس، به‌دلیل وجود یک تراز میانی، کمی پیچیده‌تر است. این تراز که بین تراز پایه و برانگیخته قرار دارد تراز نیمه‌پایدار است و مانند یک دام برای الکترون‌ها عمل می‌کند. به خاطر شرایط خاص این تراز، انتقال الکترون از آن به سایر ترازها ممنوع و احتمال آن بسیار کم است، بنابراین چنانچه الکترونی پس از برانگیختگی از تراز E2 در دام تراز نیمه‌پایدار بیفتد تا زمانی که به طریقی دیگر مجدداً برانگیخته شود و به تراز E2 برگردد آنجا خواهد ماند. این اتفاق می‌تواند تحت تأثیر جنبش گرمایی اتم‌ها یا مولکول‌های مجاور یا برانگیختگی نوری روی دهد اما احتمال وقوع آن بسیار کم است. به همین دلیل چنین الکترون‌هایی تا مدت‌ها در تراز میانی می‌مانند (بسته به ساختار اتمی ماده و شرایط محیطی) و این، عامل تأخیر در بازتابش بخشی از انرژی دریافت‌شده‌است.
تحریک این ماده‌ها به گونه‌های مختلف انجام می‌شود: بمباران فوتونی، الکترون‌ها، یون‌های مثبت، واکنش‌های شیمیایی، گرما و گاهی اوقات (به‌ویژه در جانداران) تنش‌های مکانیکی. راز تابش کرم‌های شب‌تاب، فسفرتابی است.
برای ساختن مواد درخشنده در تاریکی باید فسفری وجود داشته باشد که با استفاده از نور معمولی انرژی بگیرد و طول تابش آن زیاد باشد. برای مثال دو فسفری که این ویژگی‌ها را دارند مثل (Zinc Sulfide) و (Strontium Aluminate) که (Strontium Aluminate) بهتر است برای طول تابش بیشتر. این مواد را با پلاستیک مخلوط می‌کنند و موادی می‌سازند که در تاریکی درخشنده هستند.
گاهی ممکن است موادی دیده‌شوند که می‌درخشند ولی به انرژی نیازی ندارند؛ مانند عقربهٔ ساعت‌های گران‌قیمت. در آن‌ها فسفر با یک عنصر پرتوزا مخلوط شده (مانند رادیوم) که آن عنصر با پرتوزایی به فسفر به‌طورمرتب انرژی می‌دهد.

## نحوهٔ کار لامپ‌های فِلورِسِنت
در این لامپ‌ها، تخلیهٔ الکتریکی در محیطی از بخار جیوه و یک گاز خنثی (مانند آرگون) انجام می‌شود. بخار جیوه بر اثر این تخلیه و جذب انرژی، شروع به تابش می‌کند و طول موج این تابش ۲۵۳۷ آنگستروم است که در محدودهٔ طیف UV (فرابنفش) است.
از دیگر سوی، دیوارهٔ داخلی لامپ را با مواد فسفرِسان پوشش می‌دهند و این مواد توسط پرتوی UV تحریک‌شده، نور مرئی تابش می‌کنند. در دههٔ ۱۹۴۰ این پوشش Zn2SiO4 (سیلیکات زیرکونیم) بود و از منگنز به عنوان آغازگر بهره‌گیری می‌کردند. بعدها یک محلول فسفاتی به صورت Ca5.(PO4)3.(Cl,F).Sb3+ion.Mn2+ion - که Sb3+ion یعنی یون ۳ بار مثبت آنتیموان - به‌کار رفت که آغازگر آن، Sb (آنتیموان) بود.
فُسفُرسانس از جمله خواص فیزیکی برخی مواد شیمیایی از قبیل فسفر، سولفیدِ باریم و سولفیدِ کلسیم است. این مواد نور با طول موج معینی را جذب کرده، آن را به صورت تابش با طول موج بلندتر منتشر می‌کنند.